# HEAG-Baureihe SB9
SB9 ist ein Beiwagen-Typ der Straßenbahn Darmstadt, das Kürzel steht für Straßenbahn-Beiwagen der 9. Serie. Insgesamt beschaffte die HEAG 30 Fahrzeuge dieses Typs, sie wurden von Linke-Hofmann-Busch und Adtranz hergestellt und tragen die Betriebsnummern 9425–9454. Sieben Wagen wurden 2024 an die Straßenbahn Gera abgegeben.
Mit der Indienststellung der SB9 wurden die Hochflur-Beiwagen der Serien SB7 und SB8 außer Dienst gestellt. Erstmals gab es damit in Darmstadt Niederflurwagen, die bei den Triebwagen erst 1998 mit der Baureihe ST13 folgten. Ausgeliefert wurden die SB9 mit Rollbandanzeige, später wurden sie auf LED-Anzeigen umgerüstet. Auch umgerüstet wurden die Rücklichter, welche bei Auslieferung mit Glühlampen waren, und später auf LED umgerüstet wurden (bis auf Rückfahrscheinwerfer). Alle Beiwagen besitzen einen Behelfsführerstand, mit dem die SB9 nach dem Steuerwagen-Prinzip auch rückwärts rangieren können.
Beim SB9 wurden viele Elemente vom kurz zuvor entwickelten NGT8D der Straßenbahn Magdeburg übernommen.

## Aufbau und Ausstattung
Der SB9 ist 14,720 Meter lang (ohne Kupplung) und besteht aus einem Fahrzeugmodul, unter dem sich zwei doppelachsige Drehgestelle befinden. Diese sind mit einem sehr geringen Radsatzabstand von 1200 mm ausgeführt und identisch zu den Laufdrehgestellen des ST13. Im Gegensatz zum NGT8D sind alle Radsätze gebremst. Durch den sehr geringen Raddurchmesser von 410 mm liegen die Radsatzwellen so niedrig, dass auch über den Drehgestellen im Durchgang die allgemeine Fußbodenhöhe von 350 mm realisiert werden konnte. Die Sitze stehen in diesem Bereich jedoch auf seitlichen, 220 mm hohen Podesten. Als Gangbreite verbleiben 475 mm zwischen beidseitigen Doppelsitzen. In der Mitte der Wagen ist eine Doppeltür mit einer lichten Weite von 1300 mm angeordnet. Zwischen Drehgestell und Wagenende gibt es je eine 700 mm breite Einzeltür, die nicht parallel zum Bahnsteig zum Bahnsteig liegt. Die Einstiegshöhe beträgt 300 mm. Die Wagenkästen gleichen wagenbaulich dem C-Teil der etwas jüngeren Baureihe ST13. Der Drehzapfenabstand der beiden Drehgestelle ist mit 6500 mm jedoch wesentlich größer. Jeder Beiwagen bietet 46 Sitz- und 42 Stehplätze, insgesamt können somit 88 Personen befördert werden. Die Haltestangen waren ursprünglich alle rosa lackiert, im Laufe der Jahre wurden sie teilweise durch unlackierte Aluminium-Haltestangen ersetzt. Seit 2011 wurde in den SB9 die Sitzaufteilung geändert, die vorletzte Sitzreihe wurde quer angelegt, sodass vor der dritten Tür und der letzten Sitzreihe mehr Platz herrscht. Auch schräg gegenüber der mittleren Tür wurde eine Sitzreihe ausgebaut, um Platz für den Fahrkartenautomat zu schaffen.

## Einsatz

### Darmstadt
Sämtliche Triebwagen der Serien ST10, 11 und 12 wurden zum Einsatz mit den SB9 umgebaut. Danach waren die umgebauten Tw nicht mehr in der Lage, einen älteren Bw der Serien SB7 oder 8 zu ziehen. Damit wurden die älteren Bw-Serien abgelöst, und fortan waren die Bw der Serie SB9 die einzigen Bw im Regelbetrieb. 10 Tw der Serie ST7 wurden auch noch umgerüstet, sodass insgesamt 34 Triebwagen einen SB9 mit auf die Strecke nehmen konnten (ST8 wurden keine umgebaut und ST9 waren nicht mehr vorhanden). Das Ziel ist nun ein netzweites Angebot von Niederflurfahrzeugen hinter Hochflurtriebwagen. Die HVZ-Linie 1 fiel hierbei aus dem Rahmen, sie wurde fortan solo betrieben (auch heute noch), aber ihre Haltestellen wurden durch andere Linien „abgedeckt“. Die Linie 3 wurde von 1994/95 bis 2007/08 nur noch von 6xTw (ST7 oder 10) mit einem SB9 betrieben. Ein Gespann 8xTw mit 4xBw auf der Linie 3 ist auf Grund zu kurzer Haltestellen nicht möglich. Nach den Abstellungen der Serien ST7 (1998) und 10 (2008) wird die Linie 3 nur noch mit den Niederflurtriebwagen ST13 und 14 solo betrieben. Auf allen anderen Linien sind die Wagen der Serie SB9 aber zu finden.
Aufgrund des zunehmenden Einsatzes des Typs ST15 reduzierte sich der Bedarf an Beiwageneinsätzen so weit, dass 2024 sieben SB9 an die Straßenbahn Gera abgegeben werden konnten. Es handelt sich dabei um die Wagen 9426, 9431, 9434, 9443, 9444, 9449 und 9452.

### Gera
In Gera werden die Beiwagen benötigt, da die Triebwagen des Typs NGT8G eine unzureichende Kapazität aufweisen, insbesondere unter Berücksichtigung einer geplanten Taktausdünnung. Vor Beginn des Einsatzes müssen sowohl die NGT8G als auch die SB9 angepasst werden. Der Beiwagenbetrieb war bereits 2009 mit aus Darmstadt ausgeliehenen Fahrzeugen (ST14 Nr. 0783 und SB9 Nr. 9431) erprobt worden. Wagen 9434 wurde nicht angepasst und nach Entnahme von Ersatzteilen für die anderen Wagen verschrottet.

## Namensgebung
Drei SB9 sind nach Städten benannt:
- 9426 Magdeburg Grund: bauartgleiche Tw (aus deren C-Teil wurde der SB 9 entwickelt)
- 9432 Griesheim Grund: ein Stück Lokalpatriotismus
- 9435 Kassel    Grund: erster Einsatz von Niederflurtriebwagen mit mehr als 50 % Niederfluranteil in einer kompletten Serie